# 肝付兼行

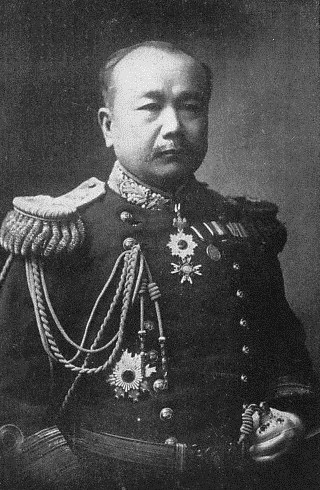
肝付兼行

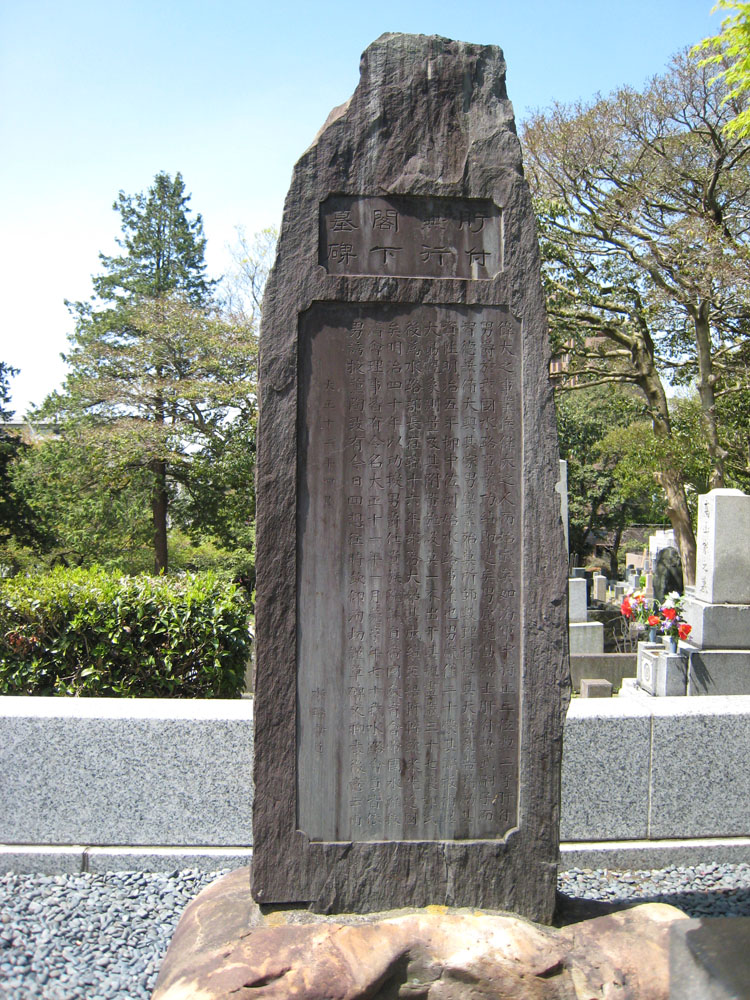
青山墓地に水路会員が建立した墓碑

肝付 兼行（きもつき かねゆき、嘉永6年3月16日（1853年4月23日） - 大正11年（1922年）1月13日）は、日本の武士（薩摩藩士）、測量技術者、海軍軍人、華族。最終階級は海軍中将。海軍水路部長、海軍大学校長、貴族院男爵議員、大阪市長。

## 生涯
鹿児島藩士・肝付兼武の長男。特に測量の分野で活躍した。明治初め、北海道開拓使において測定分野に秀で、水路局に転じ、測量課副長、量地課長を務める。後の日本経緯度原点の基となる、港区麻布台にあった海軍観象台の地点（肝付点）の緯度を測定し、初めて国内経度電信測定を実施した。その後、水路局が海軍水路部になり、測量課長に就任。第2代と第4代の水路部長も務める。柳楢悦とともに、東京数学会社に参加した。
大日本教育会・帝国教育会の役員として海事思想涵養のため、また、水難救済会理事として救難所新設のため、全国各地で講演を行った。1904年（明治37年）から翌年まで海軍大学校長を兼任。1905年（明治38年）には海軍中将。1906年（明治39年）5月28日、予備役に編入。1914年（大正3年）3月1日に後備役となり、1918年3月16日に退役した。
退官後は1907年（明治40年）に男爵、1911年（明治44年）7月10日に貴族院議員に勅選、土曜会に所属し、死去するまで在任した。そして1913年（大正2年）には第5代大阪市長に就任したが、間もなく辞任。1917年（大正6年）以降、大日本水産会顧問。
青山墓地(1ロ3-6)に、水路会員が建立した「肝付兼行閣下墓碑」がある。

## 栄典
位階
- 1885年（明治18年）9月16日 - 正六位[7]
- 1890年（明治23年）11月1日 - 従五位[8]
- 1896年（明治29年）12月21日 - 正五位[9]
- 1916年（大正5年）9月30日 - 従三位[10]

勲章等
- 1889年（明治22年）11月29日 - 大日本帝国憲法発布記念章[11]
- 1890年（明治23年）11月27日 - 勲五等瑞宝章[12]
- 1901年（明治34年）5月31日 - 勲三等瑞宝章[13]
- 1906年（明治39年）4月1日 - 勲二等旭日重光章・明治三十七八年従軍記章[14]
- 1907年（明治40年）9月21日 - 男爵 [15]

## 系譜
肝付氏は本姓大伴氏であるため、大伴兼行とも称した。通称は船太郎。
祖先は天明年間に日置郡串木野の肝付家から分家し、鹿児島城下に移り住んだ。父親は肝付兼武。兼行は兼武の次男であるが、長男は早世した。妻は伯父（兼武の兄）肝付兼赫の二女ムツ。子は肝付兼英（貴族院男爵議員）、孫は肝付兼一（内閣調査室員）。桐野利秋の姻戚にあたる。

## 著作等

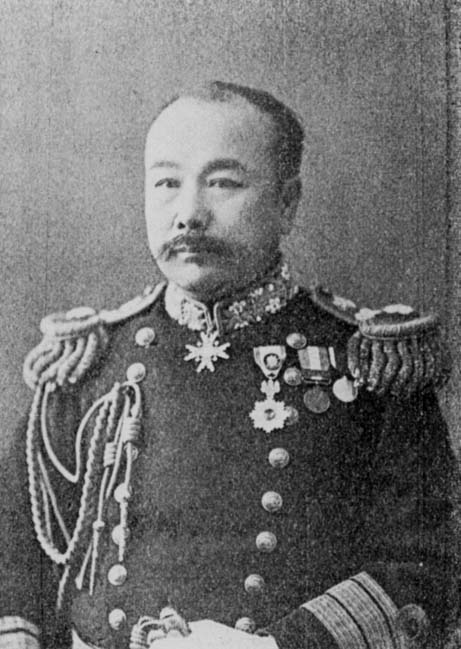
肝付兼行

- 「本邦沿海ノ大勢ヲ知ラシムルノ教科ヲ小学校ニ設クルノ必要ヲ論シ併セテ該書編輯ノ意見ヲ述フ」大日本教育会雑誌54、1887年4月30日 (1886年5月9日常集会演説)
- 「海上の権力　肝付海軍大佐の意見」(1)～(8)、国民新聞1894年10月24、25、26、27、28、30、31日、11月1日号
- 「二十世紀の軍事（肝付兼行氏談）」連載、読売新聞1900年1月2、3、4日号
- 「我が海国的価値を論じて国民の覚悟に及ぶ」帝国水難救済会機関誌『海』1、1900年7月18日
- 「我が海国民の前途」帝国海事協会機関誌『海事雑報』202、1905年7月10日 (沖縄県師範学校での講話)
- 「港湾設備の急要」帝国海事協会機関誌『海事雑報』210、1906年3月10日
- 「肝付兼行書翰（史料翻刻）」大阪工業大学紀要59巻1号、2014年9月。辻新次、徳富蘇峰宛書翰を収録。